# 1996년 하계 올림픽 축구
제26회 하계 올림픽 축구 경기는 1996년 7월 20일부터 8월 8일까지 미국에서 열렸다. 남자부는 23세 이하의 선수들만 참가하였다. 이번 대회부터 남자부에 한해 23세를 초과하는 선수가 한 팀 안에서 최대 3명까지 출전하는 것이 허용되었다. 또한 이번 대회에서 여자부가 신설되었다. 여자부는 연령 제한 없이 국가대표팀이 출전하였다.

## 남자
| A조 - 아르헨티나 - 포르투갈 - 미국 - 튀니지 | B조 - 프랑스 - 스페인 - 오스트레일리아 - 사우디아라비아 | C조 - 멕시코 - 가나 - 대한민국 - 이탈리아 | D조 - 브라질 - 나이지리아 - 일본 - 헝가리 |

### 메달
| 종목        | 금         | 은         | 동     |
| ----------- | ---------- | ---------- | ------ |
| 남자부 축구 | 나이지리아 | 아르헨티나 | 브라질 |

## 여자
| A조 - 중화인민공화국 - 미국 - 스웨덴 - 덴마크 | B조 - 노르웨이 - 브라질 - 독일 - 일본 |

### 메달
| 종목        | 금   | 은             | 동       |
| ----------- | ---- | -------------- | -------- |
| 여자부 축구 | 미국 | 중화인민공화국 | 노르웨이 |